# Ferigă plutitoare
Salvinia natans (cunoscută și sub numele de ferigă plutitoare sau mușchi plutitor) este o ferigă plutitoare, care poate apărea superficial similar mușchilor. Aceasta se găsește în întreaga lume în care există din belșug apă dulce, lumina soarelui,  și aerul umed, dar este deosebit de frecvent întâlnită în Africa, Asia, Europa Centrală și America de Sud. În statele New York și Massachusetts, este prezentă ca specie introdusă.